# Ammnia
Ammnia o Ammija fou una ciutat fenícia al lloc de la moderna Amyun, prop de Trípoli. El rei Idrimi d'Alep es va refugiar en aquesta ciutat on vivien gents de molts grups entre ells habiru (hebreus o hurrites) vers el 1485 aC, abans de ser rei d'Alalakh. A la meitat del segle xiv aC el rei d'Ammnia fou assassinat pels apiru, grup social format segurament per marginals que van servir de punta de llança per formar l'estat d'Amurru. La ciutat va caure en mans d'Abdi-Asirta i més tard dels seus fills; un d'aquests, Aziru, fou reconegut rei d'Amurru.